# Луиза Пруска (1808–1870)
Луиза Августа Вилхелмина Амалия Пруска (на немски: Luise Auguste Wilhelmine Amalie von Preußen; * 1 февруари 1808, Кьонигсберг или Берлин, Прусия; † 6 декември 1870, Хаус де Паув, Васенаар, провинция Южна Холандия, Нидерландия) от династията Хоенцолерн, е принцеса от Прусия и чрез женитба принцеса на Нидерландия.

## Живот
Тя е дъщеря на пруския крал Фридрих Вилхелм III (1770 – 1840) и съпругата му Луиза фон Мекленбург-Щрелиц (1776 – 1810), дъщеря на великия херцог Карл II фон Мекленбург. Сестра е на крал Фридрих Вилхелм IV, император Вилхелм I и на руската императрица Александра Фьодоровна (Шарлота).
Луиза се омъжва на 21 май 1825 г. в Берлин за принц Вилхелм Фридрих Карл Нидерландски от Орания–Насау (1797 – 1881), син на нидерландския крал Вилхелм I (1772 – 1843) и съпругата му Вилхелмина Пруска (1774 – 1837), дъщеря на пруския крал Фридрих Вилхелм II (1744 – 1797). По-големият му брат Вилхелм II е от 1840 г. крал на Нидерландия.

## Деца
Луиза и Вилхелм Фридрих имат децата:
- Вилхелмина Фридерика Александрина Анна Луиза (1828 – 1871), омъжена за крал Карл XV от Швеция (1826 – 1872)
- Вилхелм Фридрих Николаус Карл (1833 – 1834)
- Вилхелм Фридрих Николаус Алберт (1836 – 1846)
- Вилхелмина Фридерика Александрина Анна Луиза Мария (1841 – 1910), омъжена на 18 юли 1871 г. за княз Вилхелм фон Вид (1845 – 1907)